# Cioroiu
Cioroiu – wieś w Rumunii, w okręgu Aluta, w gminie Fălcoiu. W 2011 roku liczyła 839 mieszkańców.